# Microscopio

Microscopio ottico composto monoculare del tipo più semplice, rappresentato schematicamente; percorso del fascio luminoso e elementi ottici strutturali in evidenza. La messa a fuoco, cioè la variazione della distanza preparato/obiettivo, si attua spostando il tubo ottico. Illuminazione esterna allo strumento.
A - Oculare;
B - Obiettivo;
C - Preparato;
D - Condensatore;
E - Tavolino portaoggetti;
F - Specchio.

Il microscopio (dal greco:  mikrón "piccolo" e σκοπέω  "guardare") è uno strumento ottico che consente di ingrandire o produrre immagini di oggetti piccoli altrimenti impossibili da studiare a occhio nudo. Permette di osservarne i dettagli mediante una osservazione diretta ad occhio nudo, oppure indiretta tramite la fotografia e/o sistemi elettronici. Il microscopio può essere di tipo ottico, basato sull'osservazione diretta dello spettro elettromagnetico visibile, oppure elettronico, basato sull'osservazione tramite fasci di elettroni, o a scansione di sonda, basato sull'esplorazione della superficie del campione con una sonda materiale, oppure di altro tipo.
I primi strumenti utilizzabili, nell'ambito dei microscopi di tipo ottico, vennero prodotti nei Paesi Bassi alla fine del XVI secolo, ma autore e datazione dell'invenzione vera e propria sono tuttora oggetto di controversia. Galileo ne inviò uno di sua costruzione al principe Federico Cesi, fondatore dell'Accademia dei Lincei, per mostrargliene il funzionamento. Galileo definiva lo strumento un "occhialino per vedere le cose minime". Tra i primi scienziati ad utilizzare, diffondere e migliorare l'uso di questo potente strumento, a partire dal XVII secolo, si ricordano Marcello Malpighi, Antoni van Leeuwenhoek, Robert Hooke e Bartolomeo Panizza. Quest'ultimo ebbe il merito di istituire il primo corso di anatomia microscopica in Italia.

## Storia

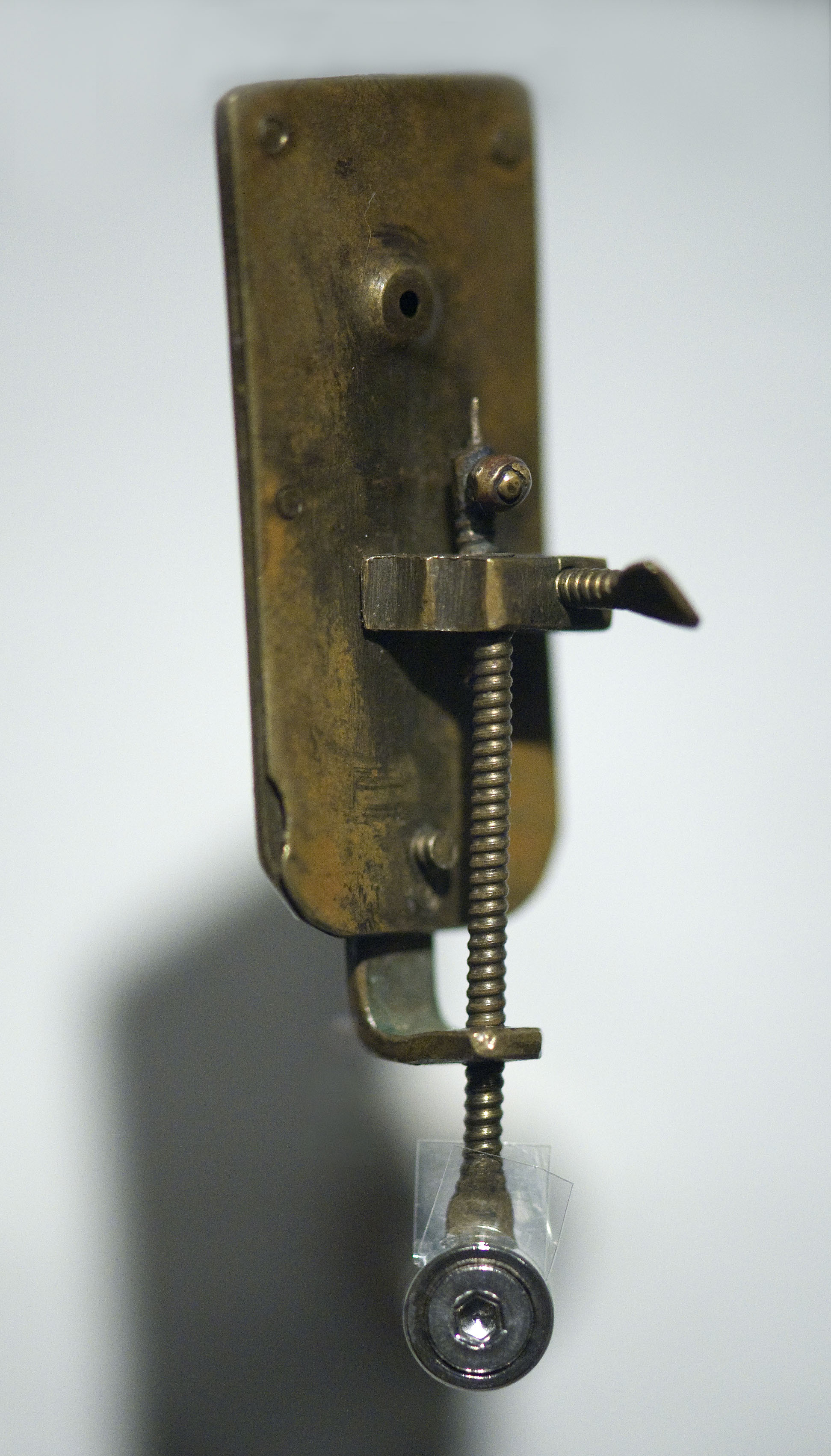
Microscopio a lente singola (1690 Haaxman, Dirk Museum Boerhaave Leiden Netherlands)
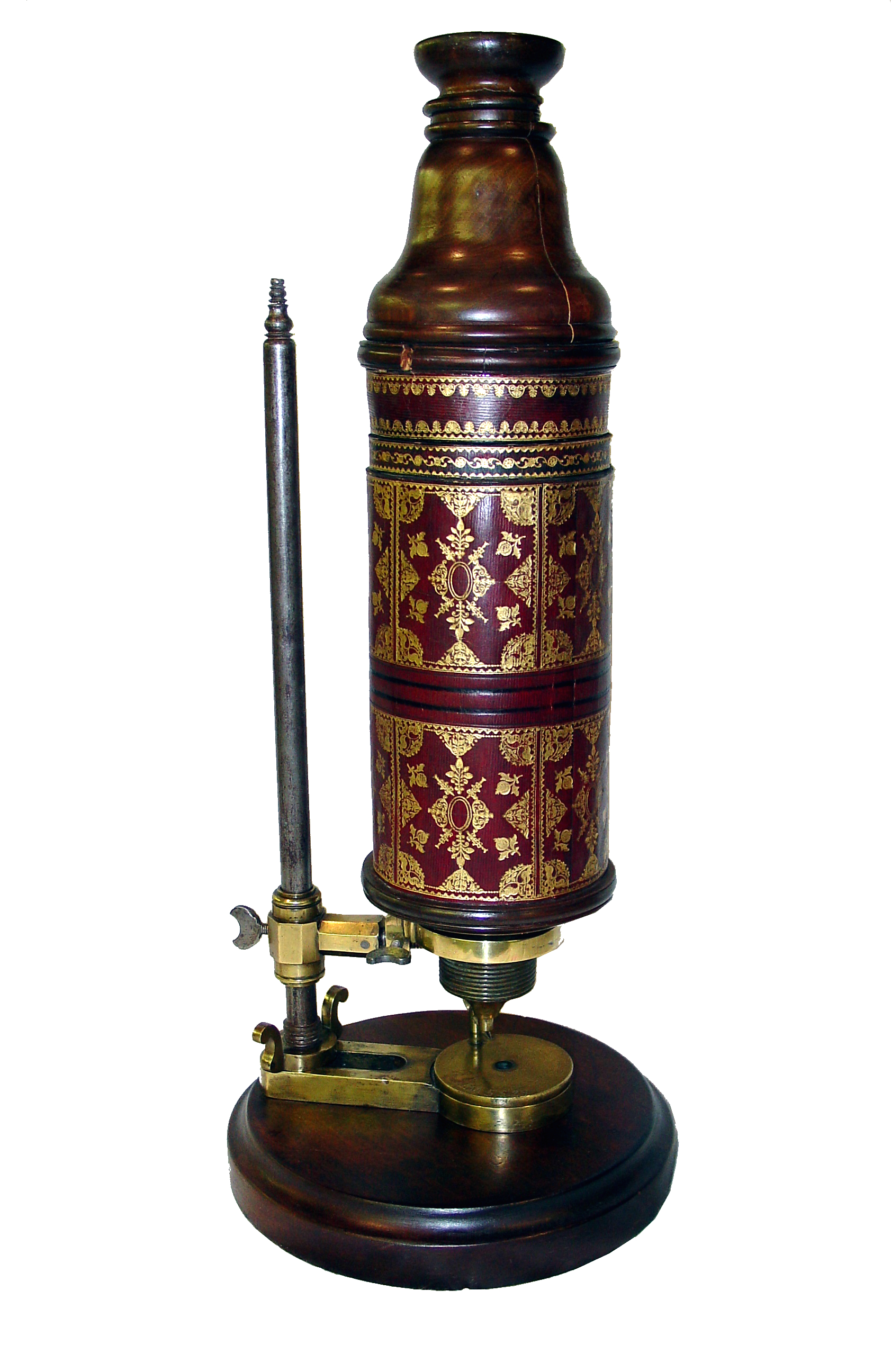
Microscopio realizzato da Christopher Cock per Robert Hooke (1635-1703)
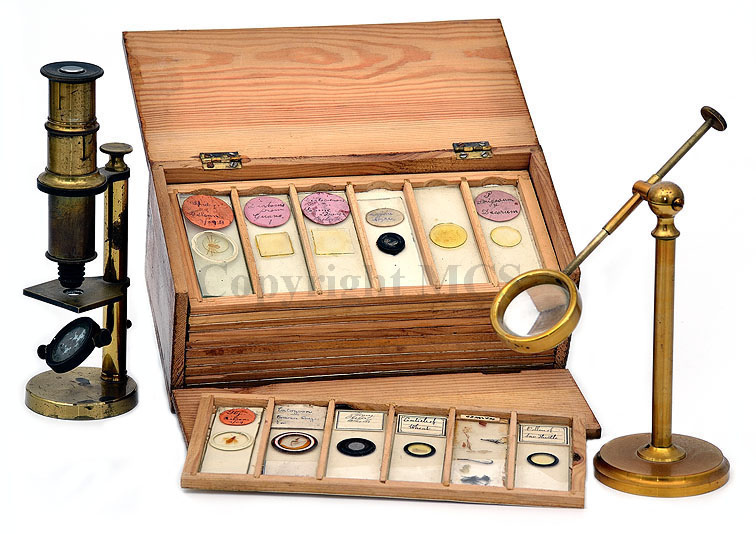
Antico microscopio di epoca vittoriana con kit di campioni per l'osservazione.
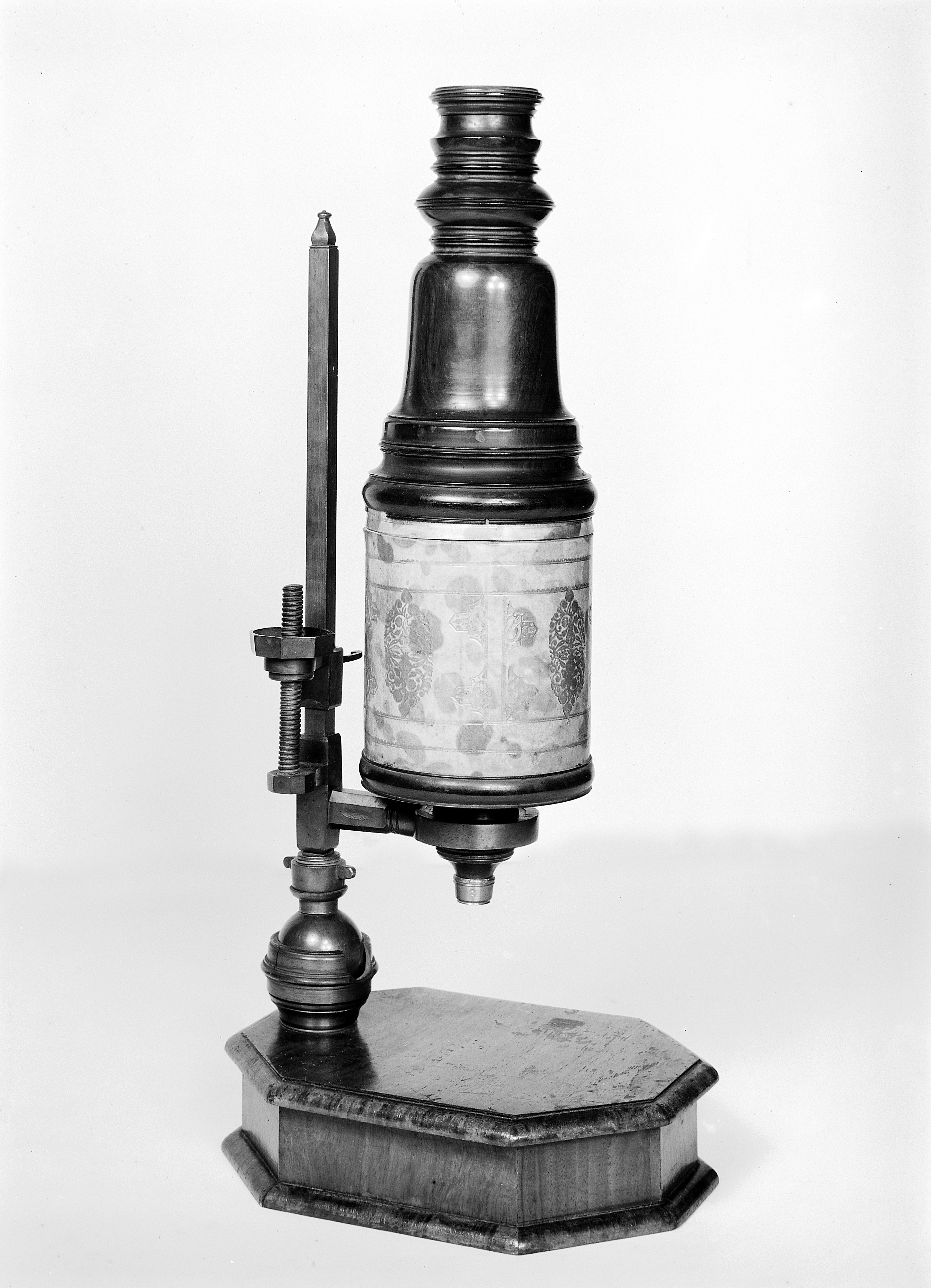
Microscopio di John Marshall del XVIII secolo.
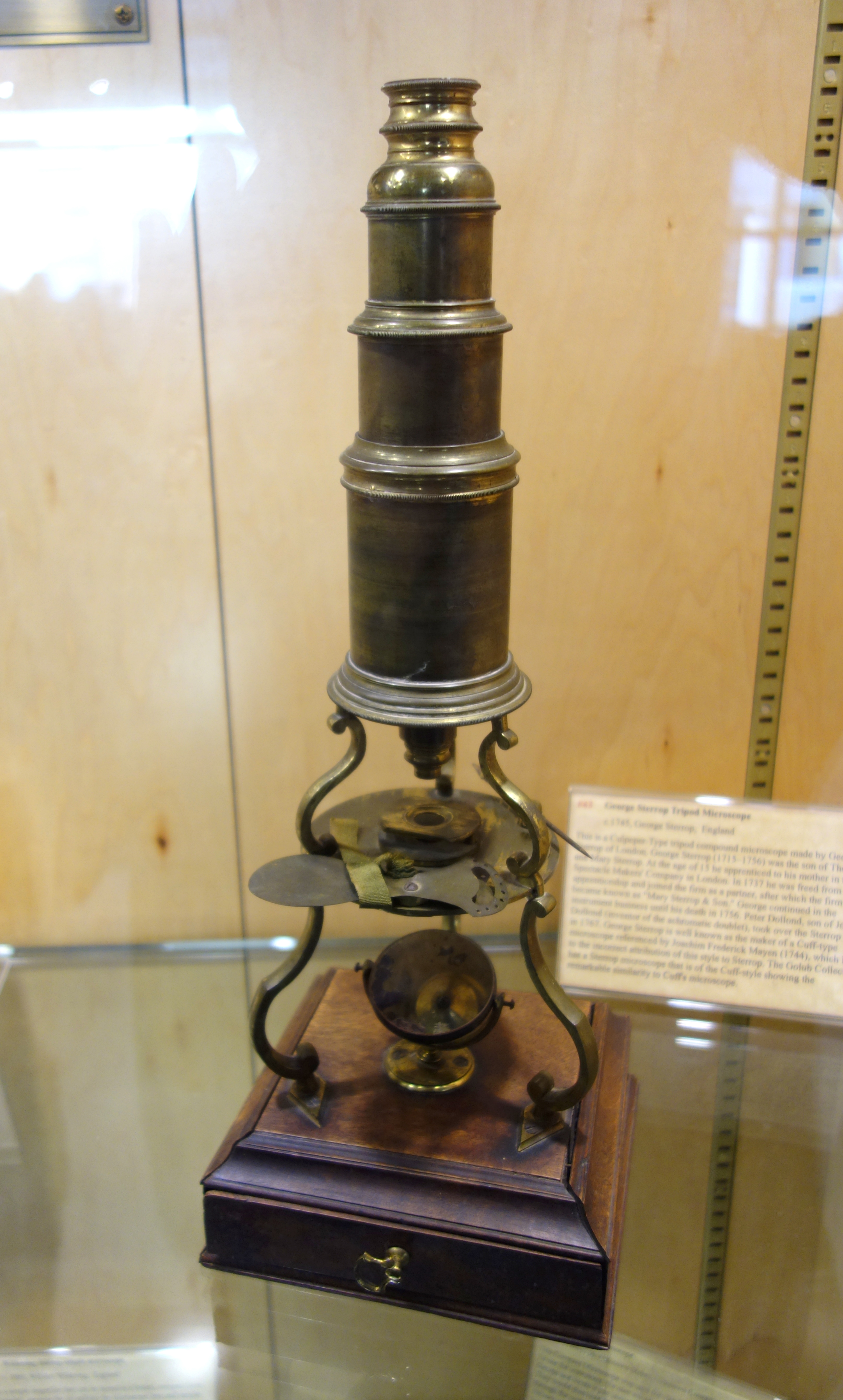
Microscopio su tripode del 1745 circa (George Sterrop, Inghilterra).
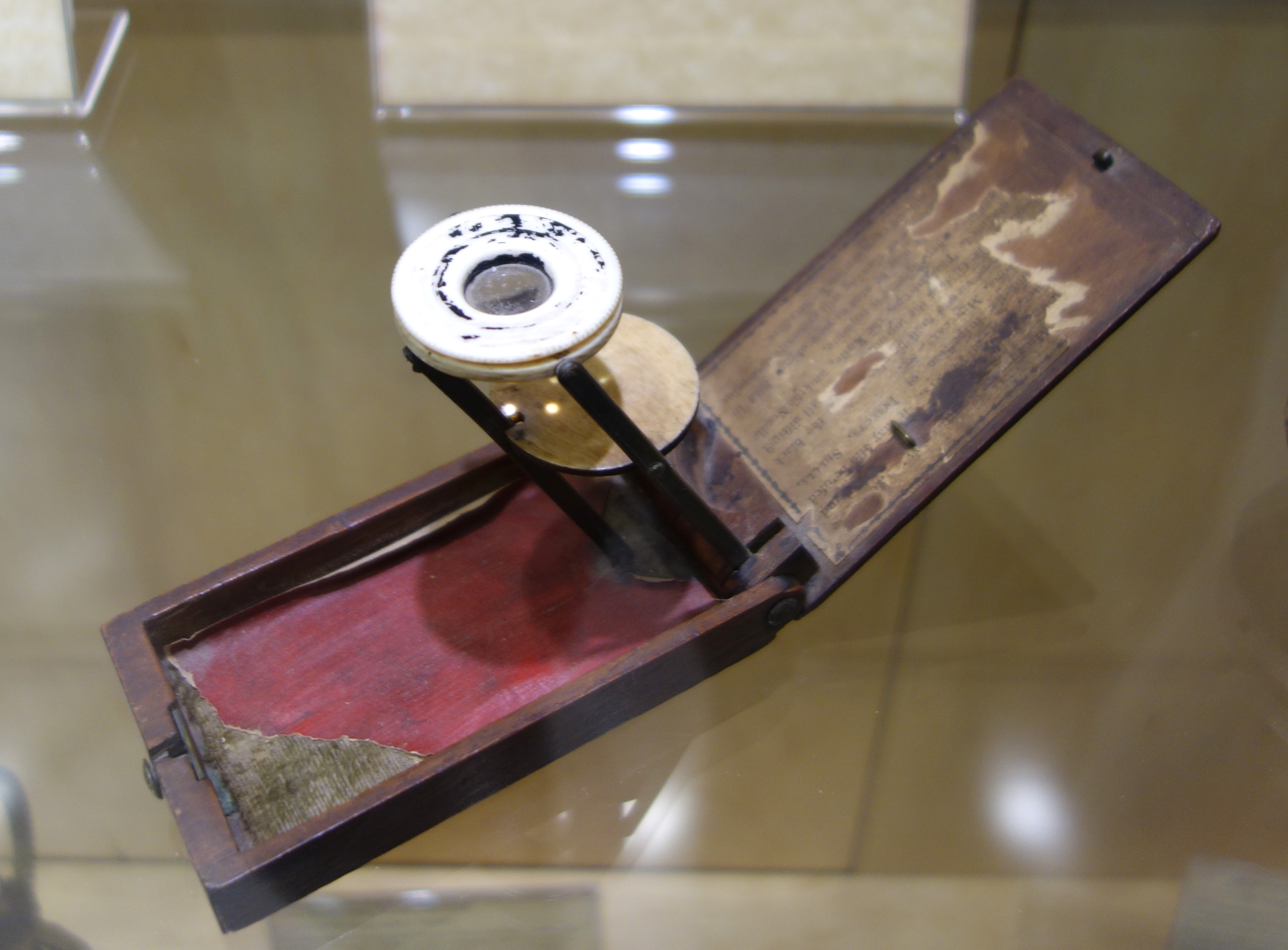
Microscopio pieghevole (1800 circa).
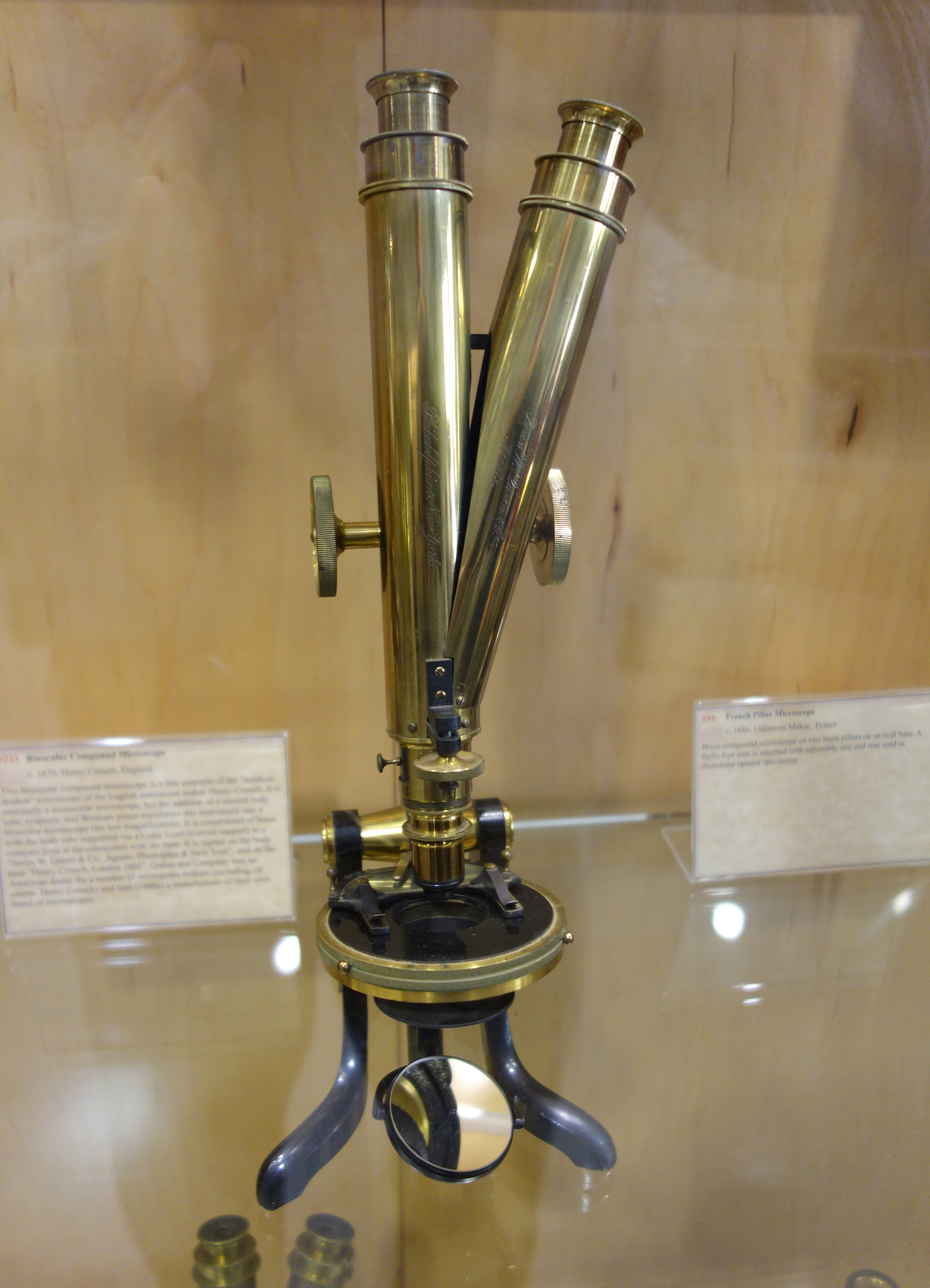
Microscopio bi-oculare del 1870 circa (Henry Crouch, Inghilterra).
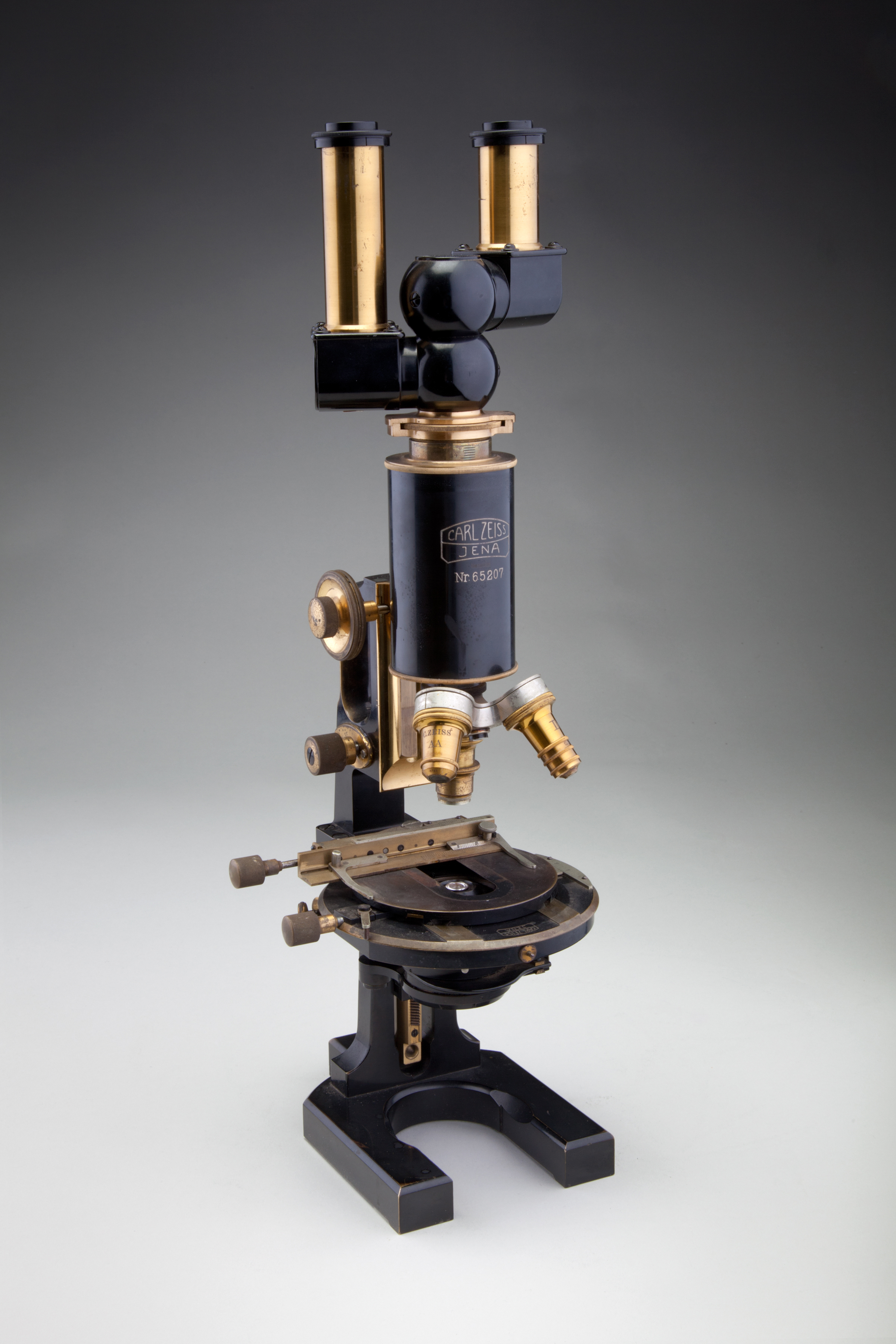
Microscopio bi-oculare del 1914 (Carl Zeiss, Jena)
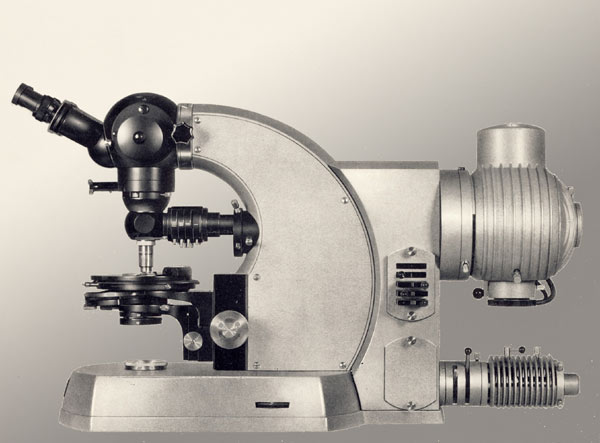
Microscopio a fluorescenza (Carl Zeiss, Goettingen, 1965 circa)

## Descrizione

### Costituenti
Il microscopio è formato da una parte meccanica, strutturale e una parte tradizionalmente chiamata ottica, funzionale.

#### Parte meccanica
La parte meccanica deve essere robusta e relativamente pesante per consentire la necessaria stabilità al sistema. Lo stativo rappresenta il corpo principale del microscopio ed ha la funzione di fare da supporto ai meccanismi di movimento e di messa a fuoco dalla parte ottica.
La parte meccanica del microscopio alloggia anche il sistema di illuminazione, in caso di sistemi con illuminazione incorporata.
Il preparato da osservare si pone sul tavolino portaoggetti, dotato di un carrello traslatore per mezzo del quale il preparato può essere spostato agevolmente eventualmente con movimenti meccanici micrometrici nelle direzioni destra-sinistra e avanti-indietro.
Al di là del tavolino portaoggetti, verso l'illuminazione si trova un supporto meccanico che ospita il condensatore ed il diaframma di apertura. Ancora oltre, prima dell'illuminatore, si trova il diaframma di campo.
Il microscopio deve essere dotato di un sistema molto accurato di messa a fuoco sia del preparato che del sistema di illuminazione. Il tavolino portaoggetti viene spostato verticalmente rispetto all'obiettivo attraverso i comandi di messa a fuoco macrometrici e micrometrici (o alternativamente si può spostare l'ottica rispetto al tavolino). Il condensatore focalizza correttamente l'illuminazione sul preparato, il collettore focalizza la sorgente luminosa in un particolare piano ottico del condensatore.

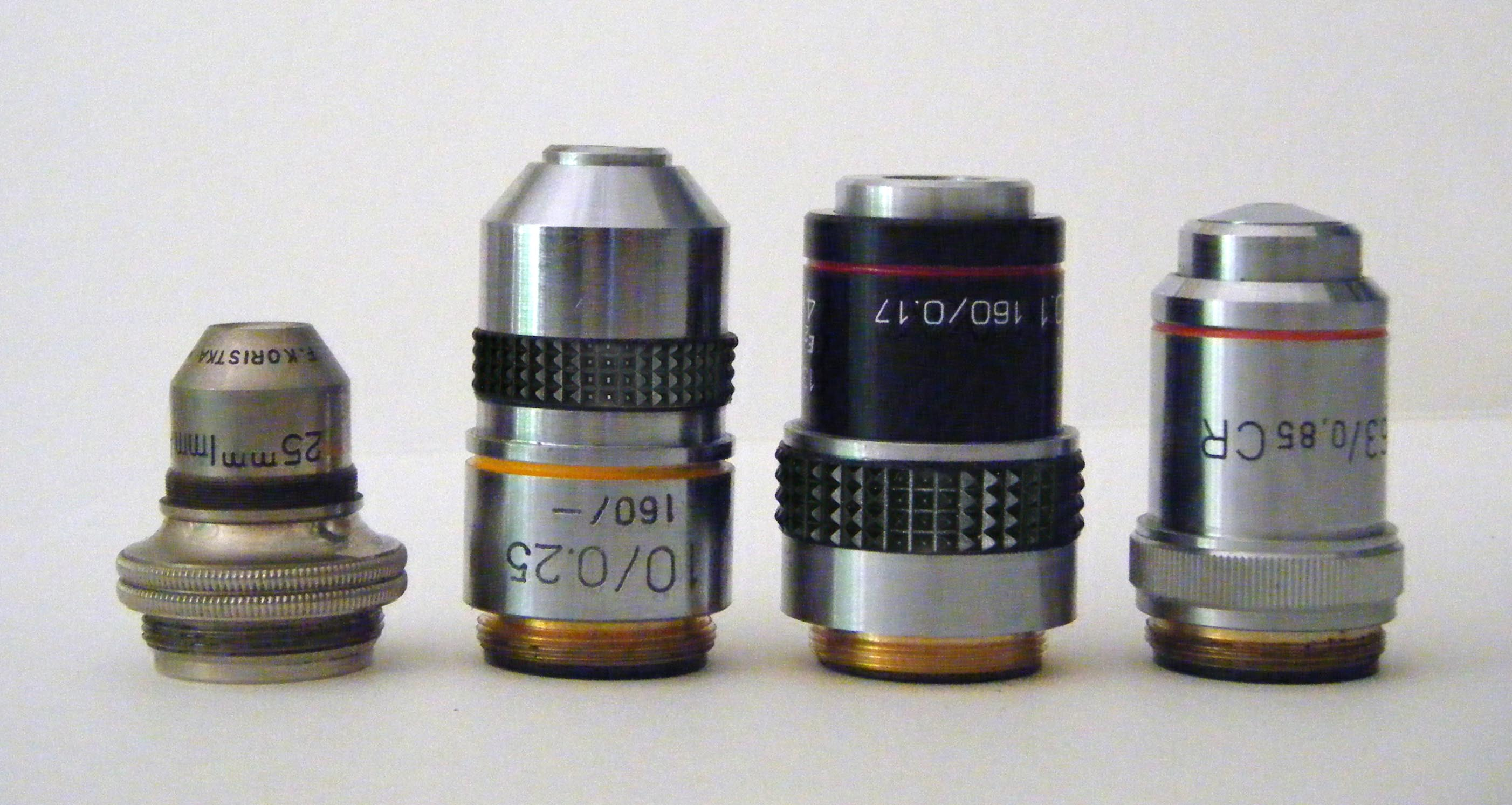
Obbiettivi per Microscopio ottico: il primo a sinistra è un Koristka dei primi anni del Novecento. Gli altri sono moderni.

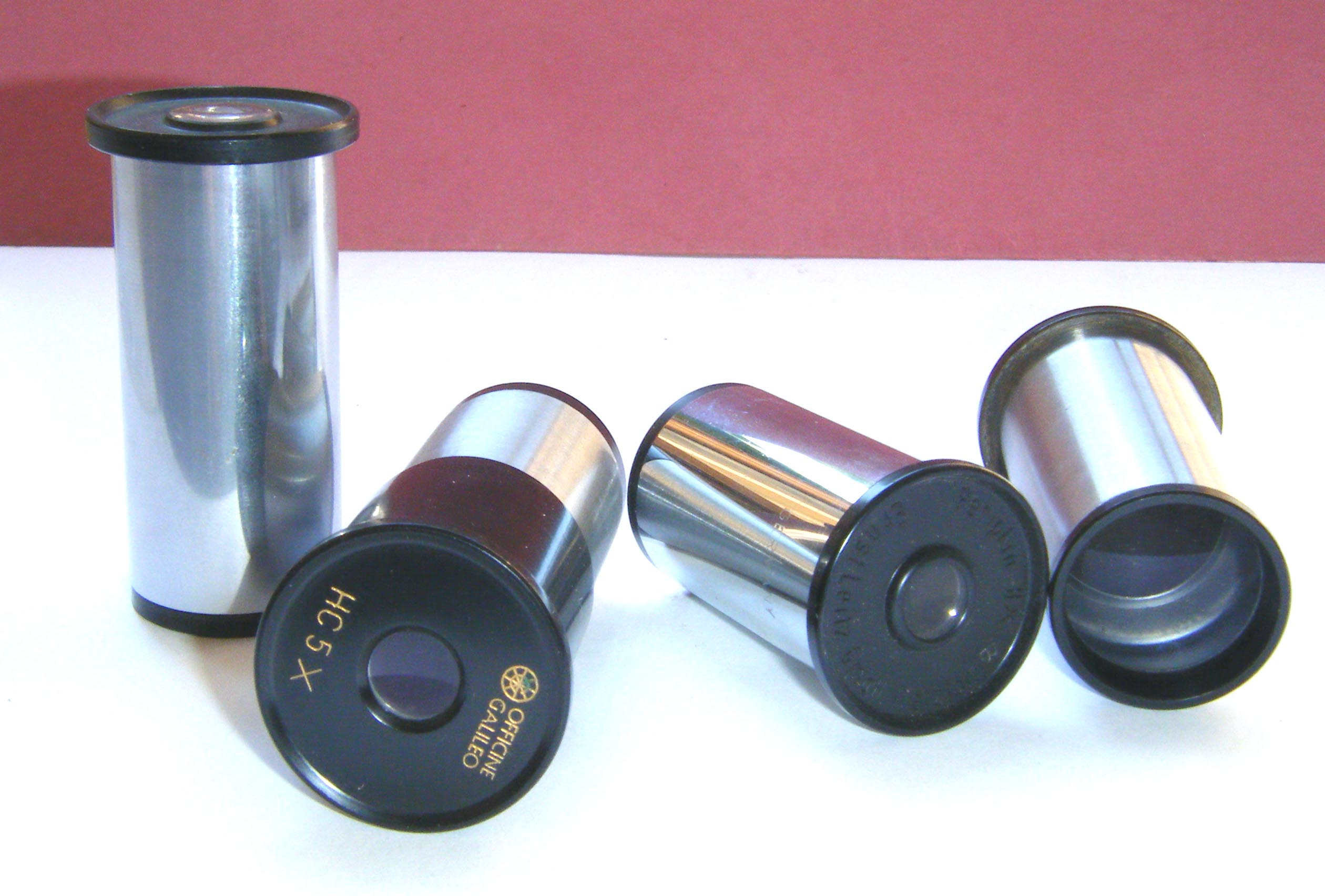
Oculari Galileo e Leitz per Microscopio ottico

#### Parte funzionale
La parte funzionale, in genere chiamata ottica per gli strumenti basati sull'utilizzo della luce, è formata da tre o quattro sistemi di lenti e dalla sorgente, che, nei sistemi composti a radiazione trasmessa, partendo dalla base del microscopio, sono:
- la sorgente;
- il collettore della sorgente o condensatore di campo, col diaframma di campo;
- il condensatore con il diaframma di apertura;
- l'obiettivo;
- l'oculare.

L'eventuale parte di microscopio, nella quale vanno inseriti gli obiettivi multipli, che possono essere scelti in base all'ingrandimento voluto, si chiama revolver.

### Potere di risoluzione
Nel caso che lo strumento si basi sull'utilizzo di radiazione con una propria lunghezza d'onda associata, come i tradizionali microscopi ottici, risoluzione e lunghezza d'onda utilizzata sono parametri tra loro strettamente correlati. Mentre, i microscopi che si basino su diverse tecnologie, come ad esempio l'AFM, ovviamente rispondono a considerazioni differenti.
La risoluzione laterale di un microscopio ottico è quella minima distanza tra due punti, che permette ancora di distinguerli; se la distanza tra i due punti è minore, essi si confondono in uno solo. In prima approssimazione, e non tenendo conto di aberrazioni ottiche, possiamo considerare che la relazione che lega la risoluzione laterale (d , ovvero la distanza tra due punti tra loro risolti), la lunghezza d'onda della radiazione utilizzata e l'apertura numerica di un sistema ottico (tutto il sistema) sia:
{\displaystyle d=0,6098{\frac {\lambda }{A_{N}}}}
Questa relazione è generalmente nota come principio di Abbe.
Per un microscopio ottico in luce visibile, d raggiunge i 0,2 μm; il microscopio elettronico arriva a 0,1 nm (è ~ 2000 volte più risolvente).
Il potere risolutivo è il reciproco della risoluzione laterale.

### Ingrandimento
Si definisce tale, il rapporto tra le dimensioni dell'immagine ottenuta e quelle dell'oggetto originale.
L'ingrandimento lineare o angolare (da non confondersi con quello areale o di superficie, alle volte utilizzato), in caso di microscopi composti è dato da:
{\displaystyle \mathrm {MA} =M_{o}\times M_{e}}
dove {\displaystyle M_{o}} è l'ingrandimento dell'obiettivo, dipendente dalla sua lunghezza focale {\displaystyle f_{o}} e dalla distanza {\displaystyle d_{i}} tra il piano focale posteriore dell'obiettivo e il piano focale dell'oculare, ed {\displaystyle M_{e}} quello dell'oculare.
{\displaystyle M_{o}={d_{i} \over f_{o}}}
{\displaystyle d_{i}} viene chiamato anche lunghezza ottica del tubo, fissa, e nei moderni strumenti ottici generalmente di 160 mm. Da notare che gli obiettivi devono essere progettati per una data lunghezza ottica di utilizzo (riportata sull'obiettivo stesso). In passato era abbastanza diffusa la misura 170 mm, mentre attualmente ha preso piede la progettazione di sistemi corretti all'infinito. Anche l'ingrandimento oculare dipende dalla sua lunghezza focale {\displaystyle f_{e}} e può essere calcolato dalle normali equazioni delle lenti di ingrandimento.
Quindi, per calcolare l'ingrandimento al quale si osserva un campione, si moltiplica quello proprio dell'obiettivo per quello dell'oculare. Tale ingrandimento è quello dell'immagine visibile, idealmente riportata sul piano in cui giace il campione stesso, e cioè alla distanza tra quest'ultimo e l'occhio dell'osservatore. Diversa è la situazione se l'immagine viene raccolta su uno schermo o una lastra fotografica: in questo caso è necessario tenere conto dell'altezza dello schermo (o pellicola) rispetto all'oculare e l'ingrandimento sarà quello risultante sul negativo. In questi casi conviene sempre usare un vetrino micrometrico, per avere un sicuro termine di paragone. Con i migliori obiettivi ed oculari e nelle ideali condizioni di illuminazione l'ingrandimento utile, senza perdita di risoluzione, del microscopio ottico può raggiungere i 1000 - 1500 diametri (1000 - 1500×).
Aumentando il tiraggio del tubo o proiettando l'immagine su uno schermo lontano, si potrebbero raggiungere ingrandimenti molto maggiori, ma il potere risolutivo che, come abbiamo visto sopra, è funzione della lunghezza d'onda della luce visibile, non ne sarebbe in alcun modo incrementato.

### Aberrazioni
Le principali aberrazioni, difetti del sistema nel formare un'immagine nitida e risolta, che affliggono i microscopi, e le loro eventuali correzioni si possono riassumere in:
- Aberrazione sferica: sistemi asferici
- Aberrazione cromatica: sistemi acromatici e apocromatici
- Astigmatismo dei fasci obliqui: sistemi anastigmatici
- Coma: sistemi asferici
- Curvatura di campo
- distorsione a cuscino e barilotto: sistemi asferici

A seconda della branca di microscopia considerata, tali difetti saranno più o meno rappresentati. Ad esempio utilizzando radiazione di una sola lunghezza d'onda, non avremo aberrazioni di tipo cromatico.

## Tipologie
I microscopi si dividono sommariamente, a seconda del sistema adoperato per indagare il campione, in microscopi ottici, elettronici, a scansione di sonda e di altro tipo:
- Il microscopio ottico utilizza come sorgente la luce, intesa in senso generale come radiazione elettromagnetica dal vicino infrarosso all'ultravioletto, anche se i microscopi più diffusi utilizzano proprio la radiazione visibile, ha risoluzione tipicamente minore rispetto al microscopio elettronico, ma è generalmente economico e fornisce immagini a colori anche di organismi viventi. Con il microscopio ottico si possono ad esempio distinguere i batteri. Una descrizione a sé merita tuttavia lo SNOM (Scanning Near-Field Optical Microscope), descritto in seguito, che permette di raggiungere risoluzioni fino a 200 nm. In pratica migliora la visione a occhio nudo di 500 volte.
- Il microscopio elettronico a trasmissione (TEM) utilizza come sorgente un fascio doppio di elettroni di un certo potenziale, ha risoluzione maggiore di quello ottico e permette di rilevare, oltre all'immagine, anche numerose altre proprietà fisiche del campione, ma è molto complesso e costoso, deve funzionare in assenza d'aria, inoltre non fornisce immagini in vivo. Le immagini, ottenute al di fuori del campo del visibile, possono essere in bianco e nero o a falsi colori. Permette con i maggiori ingrandimenti di distinguere gli atomi. È quasi mille volte più potente del microscopio ottico ed ha una risoluzione che si spinge, in casi estremi, fino a 0,05 nanometri.
- Il microscopio a scansione di sonda (SPM) esplora il preparato in maniera analoga a quello che fa una puntina grammofonica, basandosi su diversi fenomeni fisici di scala molecolare e atomica come l'effetto tunnel e le forze di Van der Waals. Ha una risoluzione limitata, di 10 nm, ma permette rappresentazioni tridimensionali di cellule e di strutture cellulari.
- Altri tipi di microscopi sfruttano diverse radiazioni, le onde acustiche e differenti fenomeni fisici.

Data la vastità dell'argomento, quella che segue è solamente una sintesi. Per l'approfondimento si rimanda alle specifiche singole voci.

### Microscopio ottico
I microscopi ottici, che utilizzano le lunghezze d'onda della luce visibile, sono i più semplici e quelli di più comune utilizzo. Sono costituiti da un sistema di lenti adatto a focalizzare la luce nell'occhio o in un altro dispositivo rivelatore. L'ingrandimento tipico dei microscopi ottici, all'interno dello spettro di luce visibile, è fino a 1500x, con un limite di risoluzione teorica di circa 0,2 µm. Tecniche più sofisticate, come la microscopia confocale a raggio laser o la vertico SMI, possono superare questo limite di ingrandimento, ma la risoluzione è limitata dalla diffrazione. L'utilizzo di lunghezze d'onda più piccole, come l'ultravioletto, è un modo per migliorare la risoluzione spaziale del microscopio ottico, così come la microscopia ottica in campo prossimo (SNOM).

### Microscopio a raggi X
Tale microscopio è basato sull'utilizzo di radiazioni X molli, come radiazioni sincrotroniche.
A differenza della luce visibile, i raggi-X non si riflettono né si rifrangono facilmente, e sono invisibili per l'occhio umano, ponendo diversi problemi tecnologici. La risoluzione è intermedia tra il microscopio ottico ed elettronico, ma con diversi vantaggi nell'osservazione delle strutture biologiche.
Viene utilizzato anche per studiare le strutture di molecole e ioni presenti all'interno della cellula mediante analisi delle figure di diffrazione analogamente alla cristallografia a raggi X. Quando i raggi emessi attraversano le strutture cellulari subiscono delle diffrazioni che verranno impresse su una lastra fotografica, apparendo come delle sfocate bande concentriche. Dalla analisi della differente disposizione di tali bande si potrà determinare la distribuzione atomica delle molecole all'interno dei tessuti analizzati.

## Microscopi elettronici e ionici

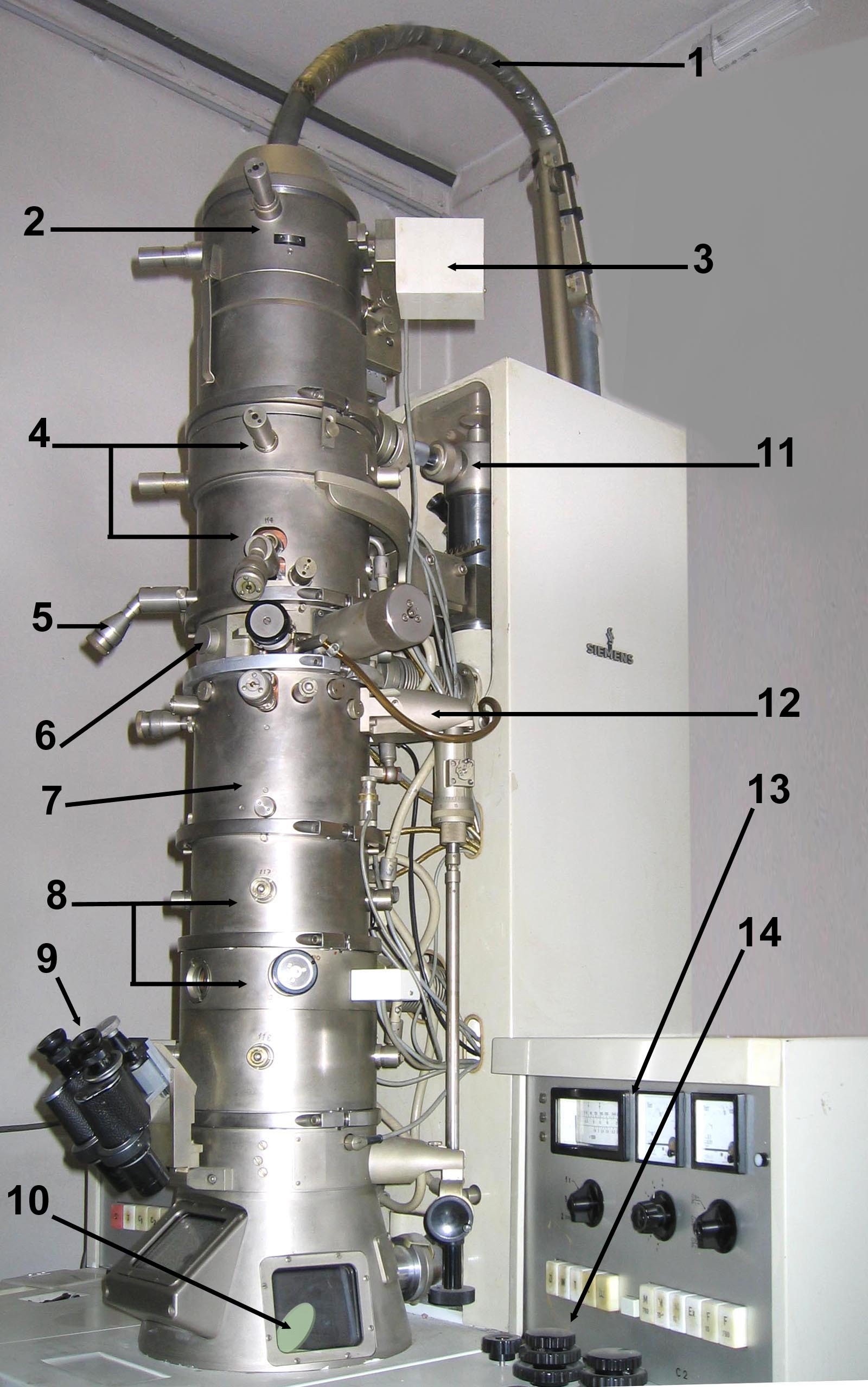
Microscopio elettronico (TEM), Siemens del 1969.
1 - cavo dell'alta tensione;
2 - emissione di elettroni;
3 - motori di centraggio del raggio;
4 - condensatori;
5 - regolazione dei diaframmi;
6 - portacampione;
7 - obiettivo;
8 - proiettori;
9 - microscopio ottico stereoscopico;
10 - schermo fluorescente;
11 - tubi del sistema per produrre il vuoto;
12 - sposta-preparati;
13 - controllo del vuoto ed ingrandimenti;
14 - manopole di messa a fuoco

Il microscopio elettronico "illumina" i campioni in esame, invece che con un fascio di luce visibile, con un fascio di elettroni, di lunghezza d'onda quindi più breve, e per il principio di Abbe permette di ottenere immagini con una risoluzione maggiore.
Al contrario dei microscopi ottici utilizzano lenti magnetiche per deviare i fasci di elettroni (cariche elettriche in movimento, quindi sensibili al campo magnetico) e quindi ingrandire le immagini.
I microscopi elettronici sono molto costosi, devono operare in assenza d'aria (sotto vuoto), in assenza di vibrazioni e di campi magnetici. Inoltre hanno bisogno di correnti a tensioni molto elevate (almeno 5kV) e molto stabili.
Per il medesimo principio di Abbe, diminuendo ulteriormente la lunghezza d'onda e utilizzando sempre particelle cariche, si possono avere strumenti con risoluzioni maggiori, utilizzando ad esempio ioni.

### Microscopio elettronico a scansione (SEM)
Il microscopio elettronico a scansione, al contrario di quello a trasmissione, ricava l'immagine illuminando con un fascio di elettroni un oggetto anche relativamente grande (un insetto per esempio) e rilevando gli elettroni secondari riflessi, e può quindi fornire immagini 3D.
Può analizzare solo oggetti conduttori o semi-conduttori. Gli oggetti organici devono quindi essere prima rivestiti con una sottile lamina metallica.
Questo strumento ha la necessità di operare in condizioni di vuoto elevato: per questo è stato sviluppato il microscopio elettronico ambientale a scansione che, libero da questo vincolo, è in grado di analizzare campioni di materiale organico controllando e modificando a piacimento le condizioni di temperatura, pressione ed umidità.

### Microscopio elettronico a trasmissione (TEM)
Il microscopio elettronico a trasmissione fa attraversare un campione molto sottile (da 5 a 500 nm) da un fascio di elettroni, quindi con un insieme di magneti (che funzionano come le lenti del microscopio ottico) ingrandisce l'immagine ottenuta che viene infine proiettata su uno schermo fluorescente rendendola visibile.
Dà immagini della struttura interna dell'oggetto esaminato, al contrario del SEM che ne dà solo la superficie, ma permette di ottenere solo immagini 2D. Raggiunge i nanometri, permettendo di vedere anche le molecole più piccole.
Ulteriori miglioramenti hanno prodotto l'HRTEM (High-Resolution Transmission Electron Microscope), col quale è stato possibile distinguere i singoli atomi di litio in un composto.

### Microscopio elettronico ad emissione di campo
All'interno di un bulbo di vetro è fatto il vuoto. La superficie del bulbo è ricoperta da una patina fluorescente, mentre al centro è contenuta una punta di tungsteno dal diametro molto piccolo. Tra la punta e la superficie del bulbo è presente una differenza di potenziale molto alta, in modo che nei punti prossimi alla punta esista un campo elettrico molto intenso (si raggiungono valori nell'ordine dei milioni di volt al centimetro). Se la punta è carica negativamente gli elettroni di essa vengono strappati dal campo elettrico e accelerati radialmente verso lo schermo: dall'immagine ottenuta si può ricostruire la disposizione degli atomi della punta stessa con una risoluzione di circa 25 Å. L'incertezza è dovuta ad effetti di diffrazione quantistica e al moto disordinato degli elettroni, le cui velocità mantengono quindi componenti non radiali anche dopo l'estrazione. Nel caso in cui, invece, all'interno del bulbo sia iniettato dell'elio e la punta sia caricata positivamente sono le molecole di gas (ionizzato in prossimità della punta) ad essere accelerate verso le schermo. Siccome questi ioni sono molto più pesanti degli elettroni la lunghezza d'onda quantistica è decisamente ridotta e la risoluzione dello strumento è di circa 1 ångstrom. L'immagine prodotta sullo schermo presenta quindi chiazze scure (in prossimità degli interstizi tra due atomi) e tracce dell'arrivo delle molecole di elio (ionizzate dai nuclei).
Si sono raggiunti ingrandimenti pari a 2000000x (10 volte maggiori rispetto al microscopio a scansione per effetto tunnel).

### Microscopio ionico
Il microscopio ionico si colloca sulla stessa linea teorica che permette di passare dal microscopio ottico al microscopio elettronico, ma utilizzando fasci di ioni invece che di elettroni; ricordando poi la relazione fondamentale della meccanica ondulatoria:
{\displaystyle \lambda ={h \over \ mv}}
esposta da de Broglie nel concetto di dualismo onda-particella, è evidente che, aumentando la massa m delle particelle illuminanti il campione, diventa possibile lavorare con lunghezze d'onda associate minori, che consentono quindi, per il principio di Abbe, risoluzioni ancora maggiori.
Un esempio di microscopio ionico è dato dallo SHIM, acronimo di Scanning Helium Ion Microscope.

## Microscopi a scansione di sonda (SPM)
- Il microscopio a scansione di sonda (SPM) esplora il preparato in maniera analoga a quello che fa una puntina grammofonica, basandosi su diversi fenomeni fisici di scala molecolare e atomica come l'effetto tunnel e le forze di Van der Waals. Ha una risoluzione limitata, di 10 nm, ma permette rappresentazioni tridimensionali di cellule e di strutture cellulari.

### Microscopio a scansione per effetto tunnel (STM)
Con questa tecnica si riescono a raggiungere precisioni molto elevate: fino a 1 Å.
Questo tipo di microscopio consente di analizzare la superficie di un campione conduttore o semiconduttore drogato utilizzando, come sensore, una punta cresciuta su un cristallo singolo di tungsteno e rastremata alla sommità fino allo spessore di qualche atomo: a questa punta, posta ad una distanza molto ravvicinata dal campione, viene applicato un piccolo potenziale (ad esempio dell'ordine del volt) rispetto al campione. Quando la punta è sufficientemente vicina al campione una corrente fluisce dalla punta verso il campione (o viceversa) per effetto tunnel  elettronico. Poiché la corrente, a parità di tensione applicata, varia con la distanza della punta dalla superficie del campione, tramite un processo di retroazione è possibile mantenere costante tale corrente (o distanza), muovendo la punta sull'asse ortogonale alla superficie del campione con la precisione garantita da un attuatore piezoelettrico. Effettuando una scansione su tutta la superficie del campione e registrando punto per punto i valori della corrente, è possibile ricostruirne un modello tridimensionale.

### Microscopio ottico a scansione in campo prossimo (SNOM)
La microscopia ottica è stata la prima a nascere ed ancora oggi è la più popolare ed usata per
via della sua semplicità ed immediatezza nell'interpretazione dei risultati. Il limite principale
di questo tipo di microscopia sta nella risoluzione massima ottenibile che è strettamente legata
alla diffrazione. Il cosiddetto criterio di Abbe limita infatti la risoluzione massima a circa 0.5 λ/(n sin θ) per un sistema ottico avente apertura numerica n sin θ, che impieghi luce di lunghezza d'onda
λ.
Per luce nello spettro visibile essa si attesta sui 0.2 ÷ 0.4 µm, circa due ordini di grandezza
più grande rispetto alle tecniche di microscopia moderne non ottiche. Nel 1928 E. H. Synge, in una discussione con Albert Einstein, propose lo schema di un nuovo microscopio, il microscopio ottico a scansione in campo prossimo, SNOM (Scanning Near-Field Optical Microscope), che superava il limite di diffrazione collocato: il campione doveva essere illuminato attraverso una piccolissima apertura avente dimensioni molto minori della lunghezza d'onda della luce impiegata, posta a distanze z << λ dalla sua superficie, nel cosiddetto campo prossimo (near-field); la luce raccolta da sotto il campione (nel far-field) contiene informazione relativa ad una piccola porzione di superficie delle dimensioni dell'apertura di illuminazione.
I primi a superare il limite di diffrazione usando luce visibile furono Pohl e altri all'IBM di Zurigo sfruttando parte della tecnologia già adoperata nel microscopio a scansione ad effetto tunnel (STM); usando radiazione a λ = 488 nm ottennero risoluzioni di 25 nm ovvero di λ/20. L'illuminazione del campione veniva fatta focalizzando la luce di un laser su un cristallo di quarzo appuntito che guidava la luce nella parte terminale ricoperta da un film di alluminio che presentava un'apertura di qualche decina di nm dalla quale fuoriusciva la luce. Le sonde utilizzate oggi sono delle fibre ottiche monomodo appuntite con un'apertura terminale di 50 ÷ 150 nm e ricoperte da un sottile strato di alluminio, che serve a convogliare una maggiore quantità di luce sull'estremità per effetto punta. Le punte vengono prodotte stirando le fibre con delle apposite micropipette pullers, riscaldando il punto dove si vuole rompere mediante il fascio focalizzato di un laser a CO2; altre tecniche di attacco chimico di fibre ottiche in HF, consentono di formare strutture appuntite di geometria variabile e controllata.
Un film di alluminio (tipicamente uno spessore di 1000 Å) viene depositato per evaporazione sulla fibra in rotazione attorno al suo asse, angolata di circa 30º rispetto all'orizzontale, in modo la lasciare un'apertura non ricoperta di diametro variabile dai 20 ai 500 nm. L'impiego di punte metalliche (oro, argento) con raggi di curvatura apicali dell'ordine dei 10 nm, consente di raggiungere risoluzioni spaziali sub-10 nm nello spettro visibile. L'effetto fisico alla base di questo tipo di sonde è l'amplificazione di campo (field enhancement), legata da un lato alla geometria della sonda (punta, effetto parafulmine), dall'altro alle proprietà elettroniche dei materiali (oscillazioni collettive di elettroni, surface plasmons) che consentono di ottenere fattori di enhancement fino a 106.

### Microscopio a forza atomica (AFM)

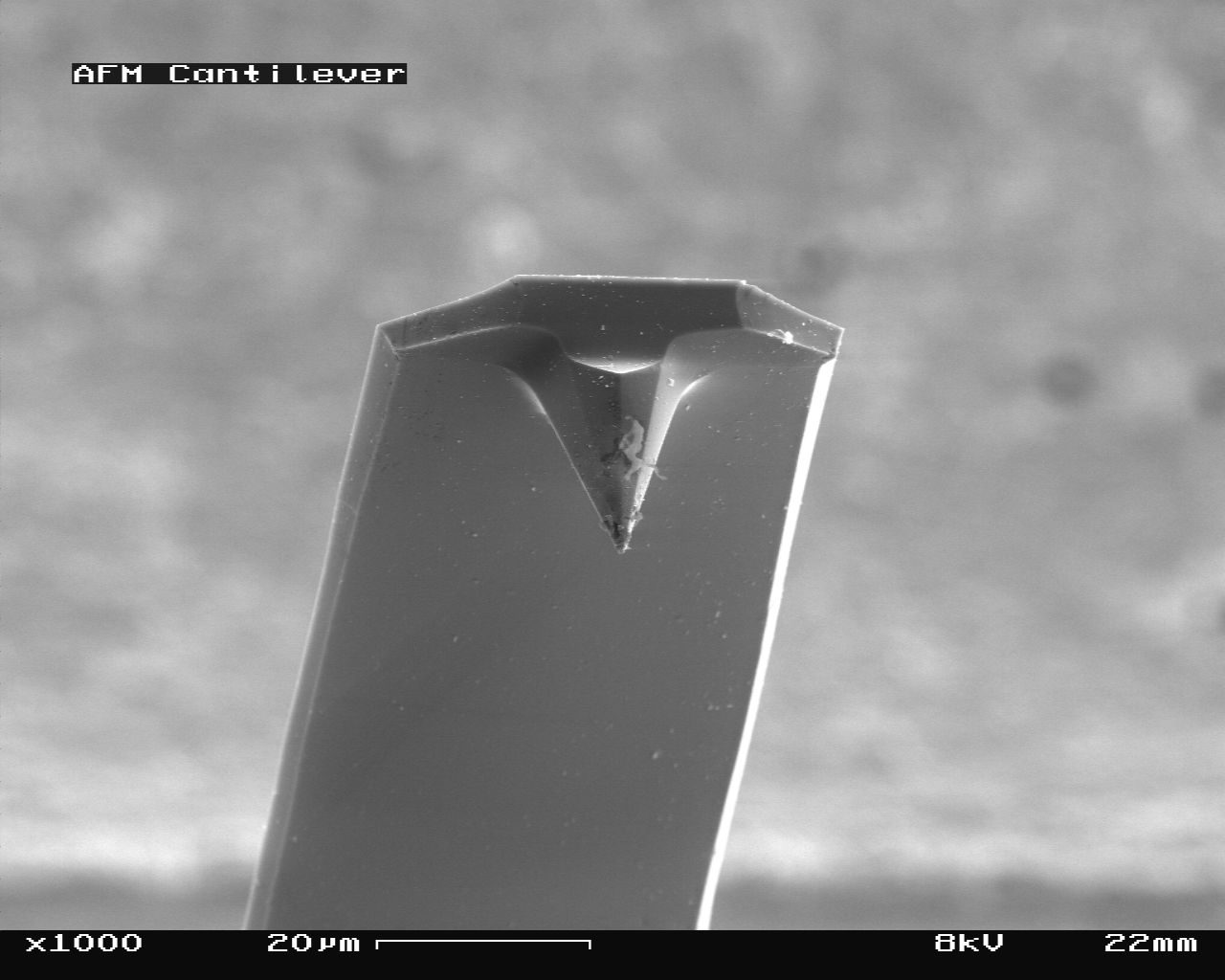
Il cantilever di un microscopio a forza atomica

Il microscopio a forza atomica permette di effettuare analisi non distruttive di superfici, con una risoluzione inferiore al nanometro. Una sonda di dimensioni dell'ordine del micrometro, detto cantilever, esplora la superficie da analizzare a brevissima distanza da essa (circa 1 nanometro = anche a 10 Ångström). Interagendo con gli atomi del campione, per effetto delle forze di Van der Waals, subisce microscopiche deflessioni che, attraverso sensibilissimi dispositivi (leva ottica ed altri), vengono tradotte nei dettagli di un'immagine topografica tridimensionale della superficie del campione. Rispetto allo Scanning Electron Microscope (SEM) e allo Scanning Tunnelling Microscope (STM), il microscopio a forza atomica ha il vantaggio di consentire analisi non distruttive, su campioni non trattati e di adattarsi anche a campioni di materiale non conduttore fornendone una reale mappa tridimensionale, a fronte di un'area ed una profondità di scansione limitate e di un tempo necessario all'indagine relativamente lungo. Tipicamente viene impiegato per esaminare macromolecole biologiche, parti di microorganismi, dispositivi a semiconduttore.

## Altre tipologie di microscopio

### Microscopio acustico
Si tratta d'uno strumento che impiega frequenze ultrasoniche. Opera non distruttivamente, penetrando molti solidi al pari d'un ecografo. Il microscopio acustico risale al 1836, quando S. Ya. Sokolov lo propose come mezzo per produrre immagini ingrandite a mezzo di frequenze acustiche di 3 GHz. Fino al 1959, quando Dunn Fry realizzò i primi prototipi, non fu possibile costruirne alcuno. Strumenti di reale utilità applicativa arrivarono solo negli anni settanta. Attualmente sono tre le tipologie di strumenti usati:
- microscopio a scansione acustica  (SAM)
- microscopio a scansione laser acustica (SLAM)
- microscopio a scansione acustica in modalità C (C-SAM), il tipo più diffuso.

I campi d'applicazione spaziano dagli utilizzi tecnologici nei controlli di qualità di elementi meccanici ed elettronici, fino ad indagini di biologia cellulare, investigando comportamento meccanico e caratteristiche di strutture quali il citoscheletro.

### Microscopi combinati
I laboratori di nanoscienze NNL del CNR hanno realizzato un microscopio che nasce dall'unione di tre strumenti: un microscopio confocale laser per studiare il volume (vista dall'esterno), un microscopio a forza atomica per visualizzare i dettagli della superficie (vista dall'alto), e un microscopio a riflessione interna totale in fluorescenza, che mostra come la cellula aderisce al supporto.
Il microscopio permette una visione quanto mai completa della cellula, oltre a misurare l'elasticità della membrana cellulare, importante marker, che lo rende utile nella diagnosi del tumore.
Ogni strumento è capace di raggiungere risoluzioni di miliardesimi di metro. Una delle prime applicazioni sarà il test della somministrazione cellulare selettiva di antitumorali mediante nanocapsule.

## Galleria di microscopi ottici

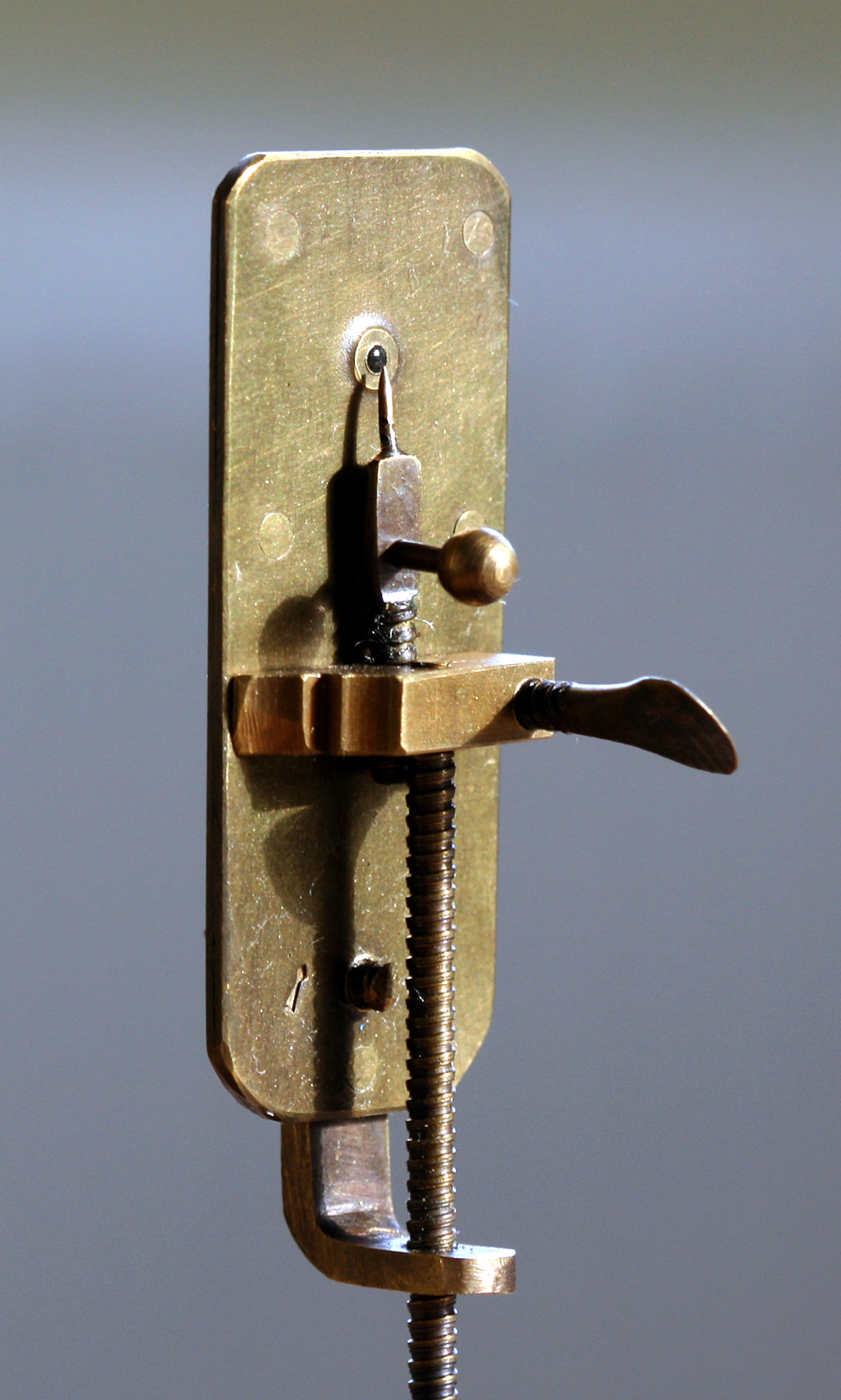
Microscopio semplice di Antoni van Leeuwenhoek (metà del XVII secolo).
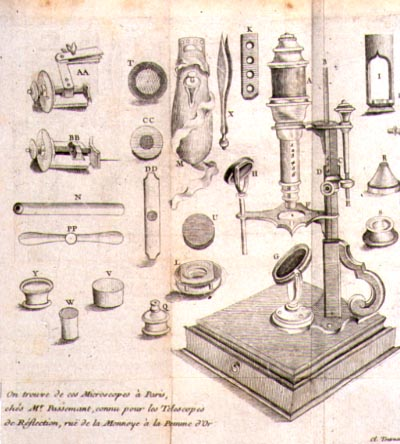
Modello di microscopio composto di John Cuff del 1744, con accessori.
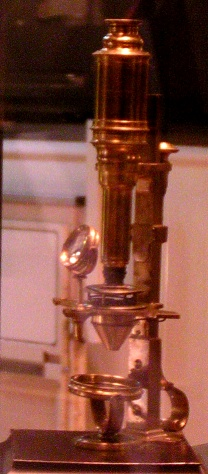
Microscopio di John Cuff del 1750.
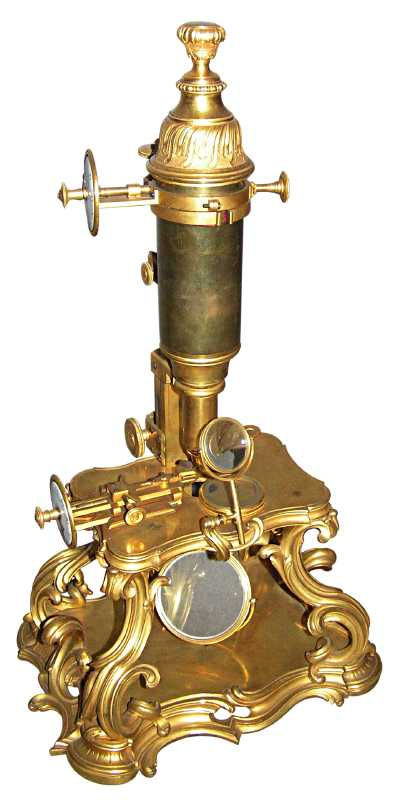
Microscopio del 1751.
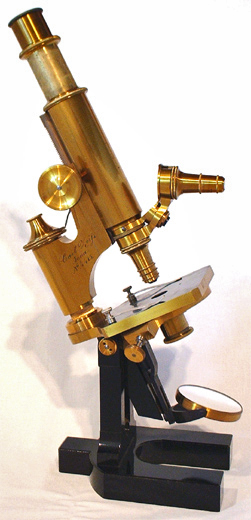
Microscopio Zeiss del 1879.
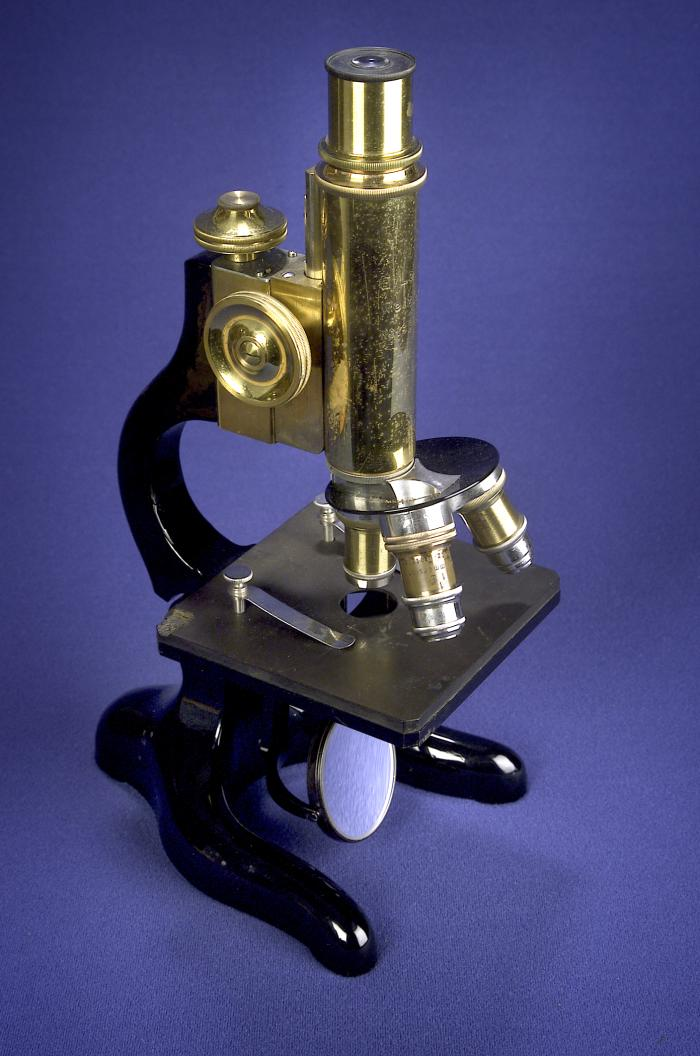
Modello di microscopio del 1913.
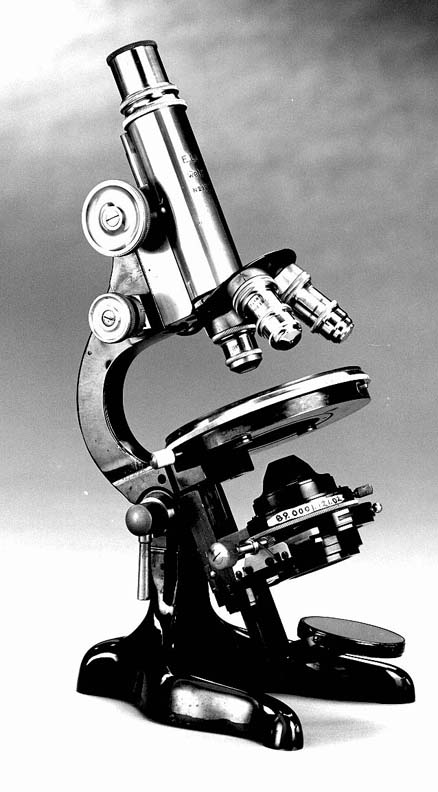
Microscopio degli anni intorno al 1920.
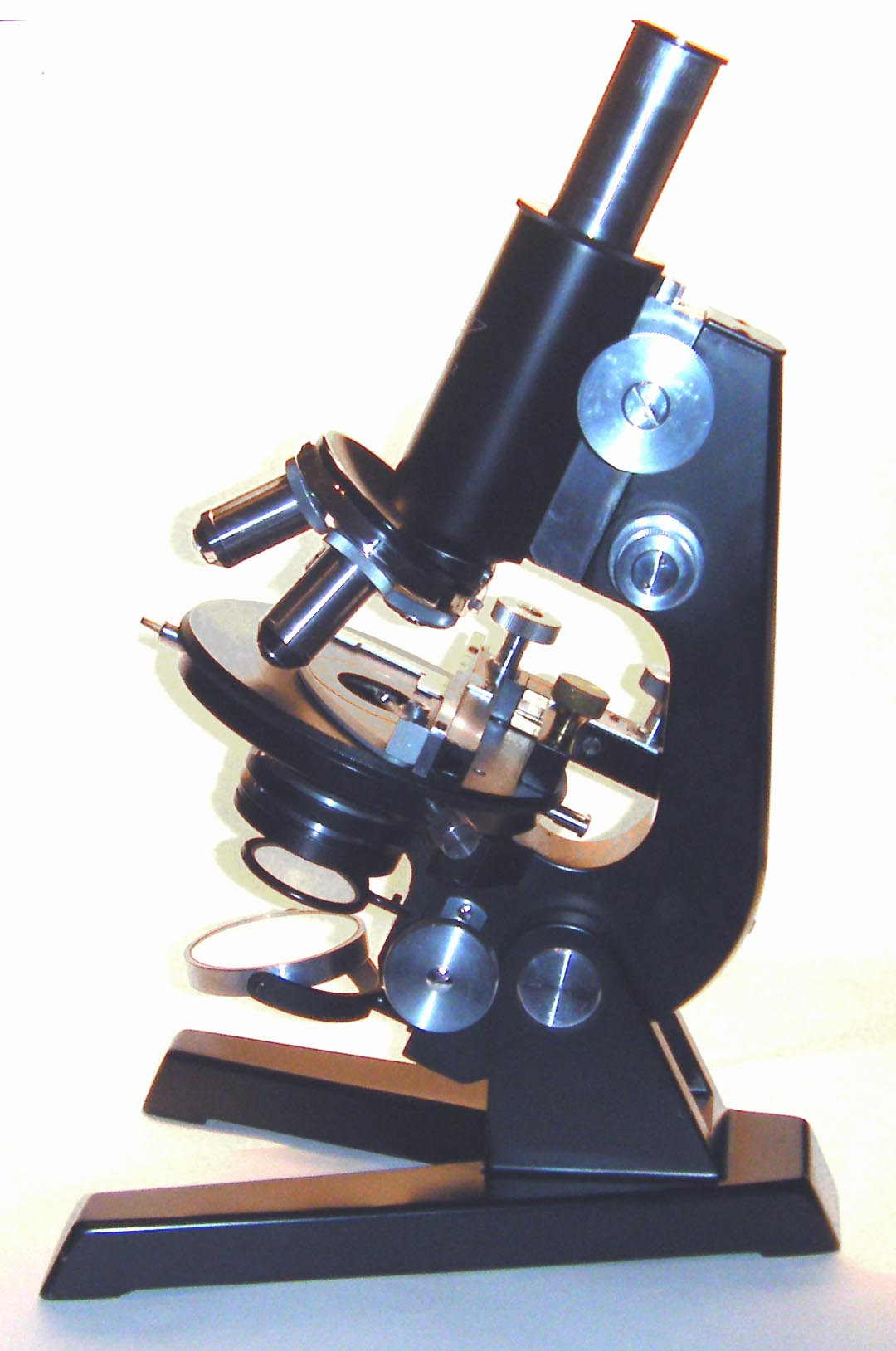
Microscopio Reichert degli anni cinquanta.